# Marc L. Greenberg
Marc Leland Greenberg (Los Angeles, 1961. november 9. –) amerikai nyelvész, dialektológus, szerkesztő, egyetemi professzor. A délszláv nyelvek egyik legfontosabb szakértőjének számít az Egyesült Államokban.

## Élete és munkássága
Kalifornia államban született, anyai ágról magyar gyökerekkel is rendelkezik. Alapfokú egyetemi tanulmányait szülővárosában a Kaliforniai Egyetemen végezte szlavisztika orosz szakirányon. 1983-ban diplomázott orosz irodalomból. Középfokú tanulmányait az összehasonlító szláv nyelvészeten folytatta, s a mesterfokot már a Chicagói Egyetemen tette le. Ekkoriban már több másik szláv nyelvet is elkezdett tanulmányozni az orosz mellett, sőt szemináriumokon vett részt Oroszországban, Magyarországon, Csehszlovákiában és Jugoszláviában is. Széleskörű kapcsolatot épített ki többek között Pavle Ivić szerb nyelvésszel, aki tovább ösztökélte a délszláv nyelvek minél alaposabb ismeretére.
Greenberg idővel szakterületét kiterjesztette már a dialektológiára és az akcentológiára is. Ennek nyomán ismerte meg a szlovén nyelv változatát, a vend nyelvet, amelynek hangtanáról még a doktori disszertációját is írta 1990-ben (mentorai Henrik Birnbaum és Alan Timberlake professzorok voltak). Greenberg jelenleg az egyetlen olyan tudós az Egyesült Államokban, aki a legmélyrehatóbban ismeri a vend nyelvet. A Fulbright-program nyújtotta ösztöndíj lehetővé tette számára, hogy közvetlenül a Muravidéken és Szlovéniában gyűjtsön ehhez a munkájához anyagot.
2000-től a Kansasi Egyetem szlavisztika szakát vezeti, ahol előadásokat tart az orosz nyelv történetéről, az óegyházi szláv nyelvről, az összehasonlító szláv nyelvészetről és szociolingvisztikáról (a jelenkori kelet-európai szláv nyelvű országok és népek társadalmát illetően).
Az 1997-től megjelenő, részben angol nyelvű Slovenski jezik/Slovene Linguistic Studies c. tudományos folyóirat szerkesztéséből is kiveszi a részét, de még több másik nyelvészeti, vagy a szlavisztikára specializálódó folyóiratban és tudományos közlönyben publikál nemcsak angolul, de szlovén, horvát, szerb, cseh vagy orosz nyelven. A A Historical Phonology of the Slovene Language c. munkájában rendkívül alaposan és átfogóan veti össze a korábbi és napjainkban keletkezett tudományos eredményeket illetve megoldásokat a szlovén nyelv hangtanának kutatása és elemzése terén. Ezen munkájának megjelentetését a The National Endowment for the Humanities anyagilag támogatta.
Eddigi munkásságáért több elismerést kapott a szláv nyelvű országokban, így Szlovéniában, sőt hazájában is az American Association of Teachers of Slavic and Eastern European Languages-től.
2020-ben megjelentette Pável Ágoston Vend nyelvtan-ának (1942) angol nyelvű fordítását.

## Magánélete
A cseh nyelvű tanfolyamokon ismerkedett meg a szlovén Marta Pirnattal, aki maga is később nyelvész lett és összeházasodtak. Házasságukból két gyermek született. Felesége révén is nagyfokú Greenberg orientációja a szlovénség és nyelvük felé.
Azonkívül, hogy folyékonyan beszél szlovénul, horvátul, csehül, oroszul, szerbül, valamelyest ismeri még a német, finn, francia, magyar, albán, latin, szanszkrit, vend, óegyházi szláv és még több másik szláv nyelvet is. Az utóbbi években alaposabban tanulmányozta az albán nyelvet és dialektusait.
Foglalkozik zenével, így a szláv népek zenei hagyományával. Gyakran játszik lanton, klasszikus gitáron, vagy héthúros orosz gitáron.

## Külső hivatkozás
- Marc L. Greenberg (The University of Kansas)